# Jens Nilsson (ishockeyspelare)
Jens Nilsson, född 4 september 1975, är en svensk före detta professionell ishockeyspelare (forward). 
Han är äldre bror till ishockeymålvakten Anders Nilsson och far till ishockeyspelaren Fabian Nilsson.